# Dyasia punctata
Dyasia punctata är en fjärilsart som beskrevs av Rothschild 1917. Dyasia punctata ingår i släktet Dyasia och familjen tandspinnare. Inga underarter finns listade i Catalogue of Life.